# Roland Jäger (Historiker)
Roland Otto August Jäger (* 1. Mai 1935 in Rautenberg bei Altenburg) ist ein deutscher Historiker und Bibliothekar.

## Leben und Wirken
Roland Jäger absolvierte die Fachschule für Bibliothekswesen in Leipzig und studierte als Externer Geschichte an der Humboldt-Universität Berlin. 1985 wurde er ebenfalls als Externer mit einer Arbeit über „Deutsche Liberale im hannoverschen Verfassungskampf 1837–1843“ an der Universität Leipzig promoviert.
Nach den ersten Stationen seines Berufslebens als Bibliothekar in Halle (Saale) und Leuna trat Jäger 1962 eine Stelle an der Universitätsbibliothek Leipzig an, die er mit wechselnden Aufgaben bis zu seinem Eintritt in den Altersruhestand innehatte. Während seiner langjährigen Tätigkeit als wissenschaftlicher Mitarbeiter der Handschriftenabteilung, Fachreferent für Kunstgeschichte und Historische Hilfswissenschaften und Kustos der Münzsammlung gelang es Jäger immer wieder, wertvolle Handschriften, frühe Drucke und Münzen für die Universitätsbibliothek zu erwerben, so z. B. die etwa 3500 Einzelstücke umfassende Autographensammlung Paul Nebauer 1980. Durch den Ankauf griechischer und byzantinischer Goldmünzen sowie die Erwerbung einer exquisiten Sammlung Meißner Groschen (Sammlung Günther Röblitz) konnten die während des Zweiten Weltkriegs und in der Nachkriegszeit eingetretenen Verluste der Münzsammlung teilweise kompensiert werden.
Den Sammlungen der Universitätsbibliothek sowie der Buch- und Verlagsgeschichte Leipzigs und Deutschlands widmete Jäger zahlreiche Veröffentlichungen. Als engagierter Kunstsammler publizierte er zu deutschen Künstlern in der zweiten Hälfte des 20. Jahrhunderts, u. a. zu Max Uhlig und Hermann Glöckner, insbesondere aber zu dem Maler und Grafiker Gerhard Altenbourg (1926–1989), mit dem er befreundet war.
Jäger ist Mitbegründer des Neuen Leipziger Kunstvereins und saß im Vorstand des Vereins, bis er 1996 auf Bitte von Klaus Werner in den Vorstand des Förderkreises der Leipziger Galerie für Zeitgenössische Kunst wechselte, dem er bis 1999 angehörte.
Roland Jäger ist verwitwet und hat zwei Kinder.

## Schriften (Auswahl)
- Ich sammle Zeichnungen. Zum Gedenken an Albert Wigand. In: Marginalien 71 (1978), S. 53–56
- Das Evoë-Archiv in der Autographensammlung der Universitätsbibliothek Leipzig. In: Marginalien 78 (1980), S. 25–49
- mit Dietmar Debes: Sammlungen der Universitätsbibliothek. In: Ernst Ullmann (Hg.), Kunstschätze der Karl-Marx-Universität Leipzig, Leipzig 1981, S. 65–92
- Die erste Werkausgabe Georg Forsters. Eine Dokumentation aus dem Archiv des Verlages F. A. Brockhaus Leipzig. In: Friedhilde Krause, Hans-Erich Teitge (Hg.), Studien zum Buch- und Bibliothekswesen 2, Leipzig 1982, S. 73–81.
- Nummotheca Lipsiensis. Münzen und Medaillen aus der Münzsammlung der Universitätsbibliothek. Leipzig, 1983
- Hegenbarth in Dresden. In: Josef Hegenbarth, Zeichnungen und farbige Blätter aus den Jahren 1925 bis 1962. Galerie am Sachsenplatz, 136. Verkaufsausstellung, Leipzig 1987, S. 7–13
- „Nach Emmaus“. Unterwegs mit Gerhard Altenbourg. In: Eduard Beaucamp (Hg.): Das dritte Auge. Ein Dialog der Freunde Gerhard Altenbourg und Erhart Kästner. Frankfurt am Main/Leipzig 1992, S. 113–125
- Deutsche Literatur des 18. und 19. Jahrhunderts aus der Bibliothek des Herrn Kurt Wolff in Leipzig. Das Ende einer Sammlung und der Anfang eines Verlages. In: Marginalien 135 (1994), S. 21–30
- „Goldener Bär“, „Silberner Bär“. Drucker und Literaten in Leipzig. Festvortrag zur 96. Jahresversammlung der Gesellschaft der Bibliophilen e. V. am 18. Juni 1995 in Leipzig, München 1995
- Aus der Geschichte der Münzsammlung der Universitätsbibliothek Leipzig. In: Erfurter Münzblätter 5 (1997), Heft 1, S. 47–54
- Der Büchersammler Gerhard Altenbourg. Gerhard Altenbourg zum 10. Todestag am 30. Dezember 1999. In: Marginalien 157 (2000), S. 3–14
- als Herausgeber: Das Gewand des Buches. Historische Bucheinbände aus den Beständen der Universitätsbibliothek Leipzig und des Deutschen Buch- und Schriftmuseums der Deutschen Bücherei Leipzig, Ausstellungskatalog Leipzig 2001/02, Leipzig 2002; 2. überarbeitete Aufl., Leipzig 2003. ISBN 978-3-91010894-3
- Bücherlust und Bücherlast – von den neunundneuzig Bibliophilen am Leipziger Platz. In: Herbert Kästner (Hg.), „… mitten in Leipzig, umgeben von eignen Kunstschätzen und Sammlungen andrer …“ Beiträge zur Leipziger Buchkunst und Bibliophilie im ersten Drittel des 20. Jahrhunderts. Leipzig 2004, S. 9–50